# 10164 Akusekijima
A 10164 Akusekijima (ideiglenes jelöléssel 1995 BS1) a Naprendszer kisbolygóövében található aszteroida. Kobajasi Takao fedezte fel 1995. január 27-én.